# 待ってました お肉の日
「待ってました お肉の日」(まってましたおにくのひ)は、香蓮の楽曲。2017年9月30日にシングルとして発売された。全国食肉事業協同組合連合会が食肉関係団体とタイアップして進める「肉の日」事業のキャンペーンソングとして制作された。

## 概要
食肉関係の団体は毎月29日を「肉の日」、8月29日を「焼肉の日」、11月29日を「いい肉の日」と語呂合わせし、日付を肉に結びつけたさまざまなキャンペーンを行ってきた。全国食肉事業協同組合連合会（全肉連）はJA全農、日本食肉協会など関係団体と共同で、こうした「肉の日」に消費拡大に向けたキャンペーンを行う「肉の日」事業を毎年行うようになった。2017年（平成29年）には29年が肉と読めることから活動が強化され、全肉連は2月9日を「お肉の日」としてキャンペーン対象に加えるとともに、参加店に「待ってた！お肉の日」と書かれたポスターを掲示した。強化第2弾として、キャンペーンソング制作も計画されていた。こうして作られたのが「待ってました お肉の日」で、6月の「肉の日」事業推進会議において発表された。
曲の作詞・作曲と歌唱を行う香蓮は宮崎出身で、2010年の口蹄疫発生を機に「お肉応援隊」として音楽で畜産業の支援活動を行ってきたシンガーソングライターである。「29ROCK（ニクロック）」「肉肉 筋肉」など肉に関する曲を制作したほか。近江牛など、地方牛のPRソング作成実績もある。全肉連は香蓮に、「肉の日」の歌を作ってみたらどうか、と持ちかけ、「待ってました お肉の日」が作られた。
歌詞は、肉料理の名前を多く盛り込んだ、シンプルなもので、曲調は、親しみやすいアップテンポ、誰もが口ずさめるテンポの良い曲、などと評価された。7月18日にはアレンジも完成して全肉連ホームページで公開された。60分間繰り返し曲が流れる販売促進用のCD1万枚が制作され、8月29日の「焼肉の日」に向けて5000枚が「肉の日」事業参加店舗にも配布された。「焼肉の日」には香蓮も近江牛のイベントでこの曲を歌い、10月には宮崎で、2018年2月には都内で開催された「宮崎県フェア」でもこの曲を披露した。全国の肉屋などで使用されており、全国のスーパーで流れることもあるという。また、2018年1月29日放送の『YOUは何しに日本へ?』肉の日スペシャルでは、オープニングで本曲が用いられた。
香蓮はこの曲以降も2018年に宮崎市から「歌うてげてげお肉博士」としてプロモーション大使を委嘱されるなど、畜産応援活動を続けていたが、2019年にお肉応援隊としての活動を終了した。